# Horyniec-Zdrój (gmina)

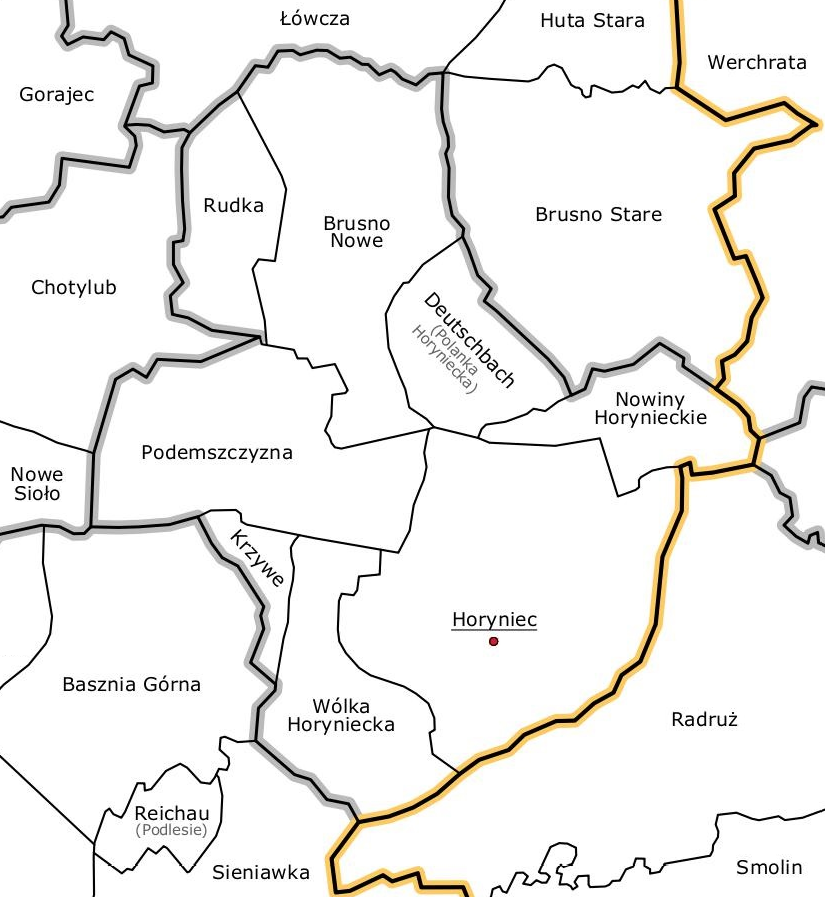
Gmina Horyniec w 1934 roku

Horyniec-Zdrój (do końca 2001 gmina Horyniec) – gmina wiejska w województwie podkarpackim, w powiecie lubaczowskim. W latach 1975–1998 gmina położona była w województwie przemyskim.
Siedziba gminy, Horyniec-Zdrój (do 30 grudnia 1999 pod nazwą Horyniec), ma status uzdrowiska.
Według danych z 31 grudnia 2013 roku gminę zamieszkiwały 4931 osoby.

## Struktura powierzchni
Według danych z roku 2002 gmina Horyniec-Zdrój ma obszar 202,78 km², w tym:
- użytki rolne: 37%
- użytki leśne: 57%

Gmina stanowi 15,5% powierzchni powiatu.

## Demografia

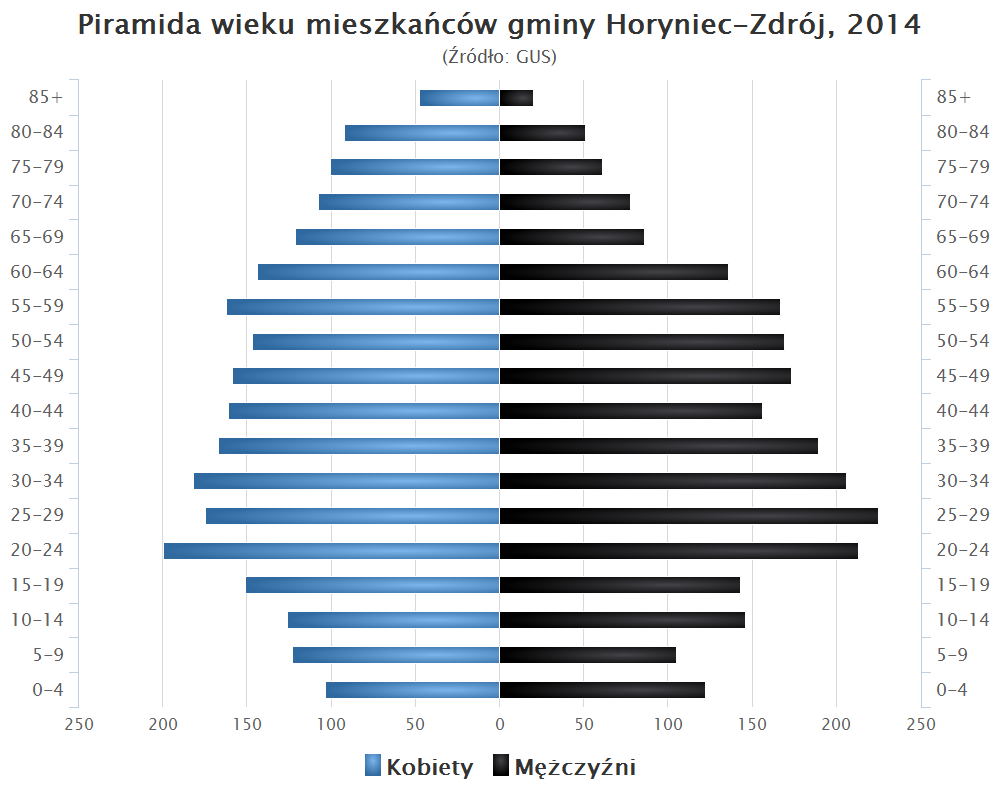
Piramida wieku mieszkańców gminy Horyniec-Zdrój w 2014 roku

Dane z 30 czerwca 2004
| Opis                              | Ogółem | Ogółem | Kobiety | Kobiety | Mężczyźni | Mężczyźni |
| --------------------------------- | ------ | ------ | ------- | ------- | --------- | --------- |
| jednostka                         | osób   | %      | osób    | %       | osób      | %         |
| populacja                         | 4933   | 100    | 2467    | 50      | 2466      | 50        |
| gęstość zaludnienia (mieszk./km²) | 24,3   | 24,3   | 12,2    | 12,2    | 12,2      | 12,2      |

## Sołectwa
Dziewięcierz, Horyniec-Zdrój, Krzywe, Nowe Brusno, Nowiny Horynieckie, Podemszczyzna, Polanka Horyniecka, Prusie, Puchacze, Radruż, Werchrata, Wólka Horyniecka, Świdnica.

## Miejscowości bez statusu sołectwa
Dziewięcierz (osada), Monasterz, Niwki, Polanka Horyniecka (osada)

## Sąsiednie gminy
Cieszanów, Lubaczów, Lubycza Królewska, gmina Narol. Gmina sąsiaduje z Ukrainą.